# Balçova-Talsperre
Die Balçova-Talsperre (türkisch Balçova Barajı) ist eine Trinkwasser-Talsperre oberhalb des südlichen Stadtbezirks Balçova der Großstadt İzmir (West-Türkei).
Die Talsperre wurde in den Jahren 1970–1980 am Ilıca Deresi errichtet.  
Das Absperrbauwerk ist ein Steinschüttdamm.
Die Höhe beträgt 73 m über Gründungssohle und 64,4 m über Talsohle.
Das Dammvolumen beträgt 1,011 Mio. m³.  
Der Stausee bedeckt bei Normalziel eine Fläche von 40 ha. 
Das Speichervolumen liegt bei 7,76 Mio. m³.